# Erkshausen
Erkshausen ist ein Stadtteil von Rotenburg an der Fulda im osthessischen Landkreis Hersfeld-Rotenburg. Der Ort liegt im Haselgrund, dem Tal des nördlichen Fulda-Zuflusses Haselbach im Stölzinger Gebirge. Rotenburg an der Fulda liegt südwestlich des Ortes. Durch Erkshausen führt die Landesstraße 3226.

## Geschichte

### Ortsgeschichte
Die älteste bekannte schriftliche Erwähnung von Erkshausen erfolgte im Jahr 1274.
Zum 1. August 1972 wurde die bis dahin selbständige Gemeinde Erkshausen im Zuge der Gebietsreform in Hessen kraft Landesgesetz in die Stadt Rotenburg an der Fulda eingegliedert. Für Erkshausen, wie für die übrigen Stadtteile von Rotenburg an der Fulda, wurde ein Ortsbezirk eingerichtet.

### Verwaltungsgeschichte im Überblick
Die folgende Liste zeigt die Staaten und Verwaltungseinheiten, denen Erkshausen angehört(e):
- vor 1567: Heiliges Römisches Reich, Landgrafschaft Hessen, Amt Rotenburg
- ab 1567: Heiliges Römisches Reich, Landgrafschaft Hessen-Kassel, Amt Rotenburg
  - 1627–1834: Landgrafschaft Hessen-Kassel, Landgrafschaft Hessen-Rotenburg (sogenannte Rotenburger Quart), teilsouveränes Fürstentum unter reichsrechtlicher Oberhoheit der Landgrafschaft Hessen-Kassel bzw. des Kurfürstentums Hessen
- ab 1806: Landgrafschaft Hessen-Kassel, Rotenburger Quart, Amt Rotenburg
- 1807–1813: Königreich Westphalen, Departement der Werra, Distrikt Hersfeld, Kanton Bebra
- ab 1815: Kurfürstentum Hessen, Amt Rotenburg[7]
- ab 1821/22: Kurfürstentum Hessen, Provinz Niederhessen, Kreis Rotenburg[8][Anm. 2]
- ab 1848: Kurfürstentum Hessen, Bezirk Hersfeld
- ab 1851: Kurfürstentum Hessen, Provinz Niederhessen, Kreis Rotenburg
- ab 1867: Königreich Preußen, Provinz Hessen-Nassau, Regierungsbezirk Kassel, Kreis Rotenburg
- ab 1871: Deutsches Reich,  Königreich Preußen, Provinz Hessen-Nassau, Regierungsbezirk Kassel, Kreis Rotenburg
- ab 1918: Deutsches Reich, Freistaat Preußen, Provinz Hessen-Nassau, Regierungsbezirk Kassel, Kreis Rotenburg
- ab 1944: Deutsches Reich, Freistaat Preußen, Provinz Kurhessen, Landkreis Rotenburg
- ab 1945: Amerikanische Besatzungszone, Groß-Hessen, Regierungsbezirk Kassel, Landkreis Rotenburg
- ab 1949: Bundesrepublik Deutschland, Land Hessen (seit 1946), Regierungsbezirk Kassel, Landkreis Rotenburg
- ab 1972: Bundesrepublik Deutschland, Land Hessen, Regierungsbezirk Kassel, Landkreis Hersfeld-Rotenburg, Stadt Rotenburg an der Fulda[Anm. 3]

### Bevölkerung
Einwohnerentwicklung
| Erkshausen: Einwohnerzahlen von 1834 bis 2011 | Erkshausen: Einwohnerzahlen von 1834 bis 2011 | Erkshausen: Einwohnerzahlen von 1834 bis 2011 | Erkshausen: Einwohnerzahlen von 1834 bis 2011 | Erkshausen: Einwohnerzahlen von 1834 bis 2011 |
| --- | --------------------------------------------- | --------------------------------------------- | --------------------------------------------- | --------------------------------------------- |
| Jahr |                                               |                                               |                                               | Einwohner                                     |
| 1834 | 1834                                          |                                               | 476                                           | 476                                           |
| 1840 | 1840                                          |                                               | 463                                           | 463                                           |
| 1846 | 1846                                          |                                               | 483                                           | 483                                           |
| 1852 | 1852                                          |                                               | 490                                           | 490                                           |
| 1858 | 1858                                          |                                               | 441                                           | 441                                           |
| 1864 | 1864                                          |                                               | 454                                           | 454                                           |
| 1871 | 1871                                          |                                               | 396                                           | 396                                           |
| 1875 | 1875                                          |                                               | 429                                           | 429                                           |
| 1885 | 1885                                          |                                               | 368                                           | 368                                           |
| 1895 | 1895                                          |                                               | 310                                           | 310                                           |
| 1905 | 1905                                          |                                               | 317                                           | 317                                           |
| 1910 | 1910                                          |                                               | 332                                           | 332                                           |
| 1925 | 1925                                          |                                               | 341                                           | 341                                           |
| 1939 | 1939                                          |                                               | 293                                           | 293                                           |
| 1946 | 1946                                          |                                               | 465                                           | 465                                           |
| 1950 | 1950                                          |                                               | 456                                           | 456                                           |
| 1956 | 1956                                          |                                               | 346                                           | 346                                           |
| 1961 | 1961                                          |                                               | 350                                           | 350                                           |
| 1967 | 1967                                          |                                               | 308                                           | 308                                           |
| 1970 | 1970                                          |                                               | 324                                           | 324                                           |
| 1980 | 1980                                          |                                               | ?                                             | ?                                             |
| 1990 | 1990                                          |                                               | ?                                             | ?                                             |
| 2001 | 2001                                          |                                               | 268                                           | 268                                           |
| 2011 | 2011                                          |                                               | 252                                           | 252                                           |
| Datenquelle: Historisches Gemeindeverzeichnis für Hessen: Die Bevölkerung der Gemeinden 1834 bis 1967. Wiesbaden: Hessisches Statistisches Landesamt, 1968. Weitere Quellen: LAGIS; Zensus 2011 |                                               |                                               |                                               |                                               |

Einwohnerstruktur 2011
Nach den Erhebungen des Zensus 2011 lebten am Stichtag dem 9. Mai 2011 in Erkshausen 252 Einwohner. Darunter waren keine Ausländer.
Nach dem Lebensalter waren 57 Einwohner unter 18 Jahren, 87 zwischen 18 und 49, 60 zwischen 50 und 64 und 51 Einwohner waren älter. Die Einwohner lebten in 93 Haushalten. Davon waren 18 Singlehaushalte, 33 Paare ohne Kinder und 39 Paare mit Kindern, sowie 3 Alleinerziehende und keine Wohngemeinschaften. In 18 Haushalten lebten ausschließlich Senioren und in 57 Haushaltungen leben keine Senioren.
Historische Religionszugehörigkeit
| • 1885: | 367 evangelische (= 90,73 %), ein jüdischer (= 0,27 %) Einwohner |
| • 1961: | 336 evangelische (= 96,00 %), 8 katholische (= 2,29 %) Einwohner |

## Politik
Für den Stadtteil Erkshausen besteht ein Ortsbezirk mit Ortsbeirat und Ortsvorsteher nach der Hessischen Gemeindeordnung. Er umfasst das Gebiet der ehemaligen Gemeinde Erkshausen.
Der Ortsbeirat besteht aus sieben Mitgliedern. Bei den Kommunalwahlen in Hessen 2021 betrug die Wahlbeteiligung zum Ortsbeirat 63,11 %. Alle Kandidaten gehörten der „Freien Wählergemeinschaft Erkshausen“ an. Der Ortsbeirat wählte Hermann Schade zum Ortsvorsteher.

## Kultur und Sehenswürdigkeiten
Für die unter Denkmalschutz stehenden Kulturdenkmale des Ortes siehe die Liste der Kulturdenkmäler in Erkshausen.
- Die evangelische Kirche steht in der Ortsmitte.
- Der Verein "Lust am Dorf", der durch Aufführungen, Kinder-Aktionen und andere Projekte versucht, die Dorfgemeinschaft zu stärken.

## Infrastruktur
- Im Ort gibt es ein Dorfgemeinschaftshaus und einen Kinderspielplatz.
- Es gibt eine Freiwillige Feuerwehr